# Malióvanni
Malióvanni - Малёванный (rus) - és un khútor que pertany a la ciutat de Korenovsk (krai de Krasnodar, Rússia). Es troba a la vora esquerra del Malióvana, afluent per la dreta del Beissujok Esquerre, de la conca del riu Beissug. És a 7 km al nord de Korenovsk i a 60 km al nord-est de Krasnodar.